# 노지마 료
노지마 료(일본어: 野嶋 良, 1979년 10월 5일 ~ )는 일본의 전 축구 선수이다.

## 구단 경력
과거 카탈레 도야마에서 활동하였다.